# Aichi C4A
Aichi C4A (яп. 十三試高速陸上偵察機 Морський розвідник наземного базування Тип 13) — проєкт літака-розвідника наземного базування Імперського флоту Японії 30-х років 20-го століття.

## Історія проєкту
Наприкінці 30-х років 20-го століття командування ВПС Імперського флоту Японії, розглянувши характеристики армійського швидкісного розвідника Mitsubishi Ki-15, сформулювало технічне завдання для побудови морського розвідника з аналогічними характеристиками. Завдання було доручене фірмі Aichi.
Колектив конструкторів під керівництвом Тосіо Озакі спроєктував розвідник на базі бомбардувальника Aichi D3A. Це мав бути низькоплан з радіальним двигуном та закритою кабіною пілота.
У травні 1939 року був збудований один макет літака для показу комісії флоту. Літак отримав назву «Морський розвідник наземного базування Тип 13» (або C4A). 
Проте комісія відхилила запропонований варіант та замовила флотський варіант літака Ki-15, який отримав назву C5M.